# Відкриваємо Падеревського
Фестиваль «Відкриваємо Падеревського» — щорічна міжнародна культурна подія, що проводиться у Львові з 2012 року. Присвячена постаті Ігнація Яна Падеревського — видатного польського піаніста, композитора, політичного діяча та дипломата, тісно пов’язаного з історією України та США.

## Історія
Фестиваль організовується Польсько-українським фондом імені Ігнація Яна Падеревського з метою популяризації його музичної спадщини та розвитку українсько-польської культурної співпраці. Подія включає концерти, театральні вистави та мистецькі проєкти за участю артистів з різних країн. Організатором фестивалю виступає Польсько-український фонд імені Ігнація Яна Падеревського. Програма щороку включає концерти та вистави за участю відомих митців з усього світу. Репертуар зосереджений на творчості самого Падеревського, композиторів, які вплинули на його формування, а також сучасних митців, які надихаються його спадщиною. 
Метою фестивалю є висвітлення унікальності творчої особистості Падеревського, повернення його музиці належного значення та підкреслення спільної музичної спадщини Польщі, України і США. Постать Падеревського тісно пов’язана зі Львовом: він був почесним громадянином міста, здобув любов львівської публіки як віртуоз і видатний композитор, який активно висловлював свої мистецькі й життєві переконання.

## Програма
Кожна програма фокусує увагу на творчості Падеревського, його музичних впливах та сучасних композиторах, які продовжують його традиції. У фестивалі брали участь: Кшиштоф Пендерецький, Єжи Максимюк, Мирослав Скорик, Лешек Можджер, Анна Марія Йопек, Ольга Пасічник, Кароль Радзівонович, Маріанна Гумецька, Петер Тот та інші.

## Визначні події
У 2014 році головною подією стала програма «Від Падеревського до Пендерецького», що відбулася у Львівській опері. У концерті взяли участь хори «Думка», «Радуниця», оркестр INSO-Lviv та польські солісти під керівництвом Пендерецького.

## Премія Падеревського
Під час фестивалю традиційно вручається Премія Падеревського за популяризацію його творчості та внесок у польсько-українську співпрацю. Серед лауреатів — американський композитор Річард Варґо (2014), художній керівник The Sembrich Memorial Association (Болтон-Лендінґ, Нью-Йорк).